# Roberto Aguirre-Sacasa
Roberto Aguirre-Sacasa (Washington D.C., 15 november 1973) is een Amerikaans toneelschrijver, scenarioschrijver en comicsauteur.
Roberto Aguirre-Sacasa schrijft comics voor Marvel Comics, waaronder de stripserie The Sensational Spider-Man (vol. 2), is Chief Creative Officer bij Archie Comics, schreef mee aan scenario's voor afleveringen van de Amerikaanse televisieseries Glee, Big Love, Looking en Riverdale, was de auteur van meerdere toneelstukken en schreef het scenario voor de langspeelfilm Carrie, de filmadaptatie van het gelijknamige boek van Stephen King.